# Пуголовка зірчаста
Пу́головка зірча́ста (Benthophilus stellatus) — вид риб з родини бичкових (Gobiidae), ряду Окунеподібних (Perciformes).

## Розповсюдження
Поширений в басейні Азовського моря, а саме в Таганрозькій затоці і лиманах східного узбережжя. Відзначався в центральній частині моря. В річках Дон до Воронежу, Сіверський Донець, пониззя Кубані, у Цимлянському водосховищі.

## Морфологія
Довжина до 13,5 см, вага до 23 г. Голова велика, широка, сплющена. Зяброві щілини невеликі. Тіло вкрите шипами та кістковими горбиками, які розташовані у три ряди вздовж тіла. На голові великі горби утворюють два ряди, крім того є великі непарні лобний та тім'яний горбики. Є невеликий шкіряний вусик на підборідді. По кутах рота широка шкіряна складка. Черевний присосок великий. Забарвлення спини та боків бурого або піщаного кольору, є три темні плями на спині.

## Спосіб життя
У морі тримається опріснених ділянок (лиманів), високо підіймається по річках. Надає перевагу слабосолоній (до 8‰) та прісній воді, тримається у руслі на слабкій течії. У водосховищах зустрічається у біотопах з твердим або мулистим ґрунтом. Часто зустрічається у водосховищах на досить значних глибинах. Малорухлива риба, більшу частину часу нерухомо лежить занурившись у мул або пісок або під каменями, на нетривалий час виходячи для живлення. Кормову базу складають різноманітні бентосні організми (молюски, черви, ракоподібні), іноді може полювати рибу.

## Розмноження
Статевої зрілості досягає при розмірах 3,5 см. Нерест може проходити як у прісній так і у солоній воді на різних глибинах. Ікра відкладається на донні предмети (каміння, черепашки молюсків), на нижній їх бік, що захищає ікру від дії хвиль. Плодючість невелика та залежить від розміру самиць (абсолютна плодючість від 470 до 3000 ікринок). Нерест у кілька етапів. Самці охороняють кладку, аерують її та очищують від мулу. Личинки з'являються через 15—20 діб, їх довжина становить 4,5—5 мм. Вже наступного дня вони переходять на зовнішнє живлення.
Відразу після нересту самиці гинуть. Самці гинуть після появи молоді.

## Значення
Риба занесена до Червоної книги України.